# شهرستان پندلتن (کنتاکی)
شهرستان پندلتن، کنتاکی (به انگلیسی: Pendleton County, Kentucky) یک سکونتگاه مسکونی در ایالات متحده آمریکا است که در کنتاکی واقع شده‌است.